# Baddeck River
Baddeck River – rzeka (river) w kanadyjskiej prowincji Nowa Szkocja, w hrabstwie Victoria, płynąca w kierunku południowo-zachodnim i uchodząca do zatoki Nyanza Bay; nazwa urzędowo zatwierdzona 5 października 1950.